# Список екорегіонів Чаду
Нижче наводиться список  екорегіонів в Чаді, згідно  Всесвітнього Фонду дикої природи (ВФД).

## Наземні екорегіони
по  основних типах середовищ існування

### Тропічні і субтропічні луки, савани і чагарники
- Східні Суданські савани
- Сахель

### Затоплювані луки і савани
- Затоплені савани озера Чад

### Пустелі і посухостійкі чагарники
- Східно-Сахарське гірське рідколісся
- Пустеля Сахара
- Південно-Сахарський степ і рідколісся
- Гірське рідколісся Тібесті-Джебель Увейнат

## Прісноводні екорегіони
по біорегіону

### Ніло-Судан
- Висохлий Сахель
- Водосбор  Чаду